# 16:10

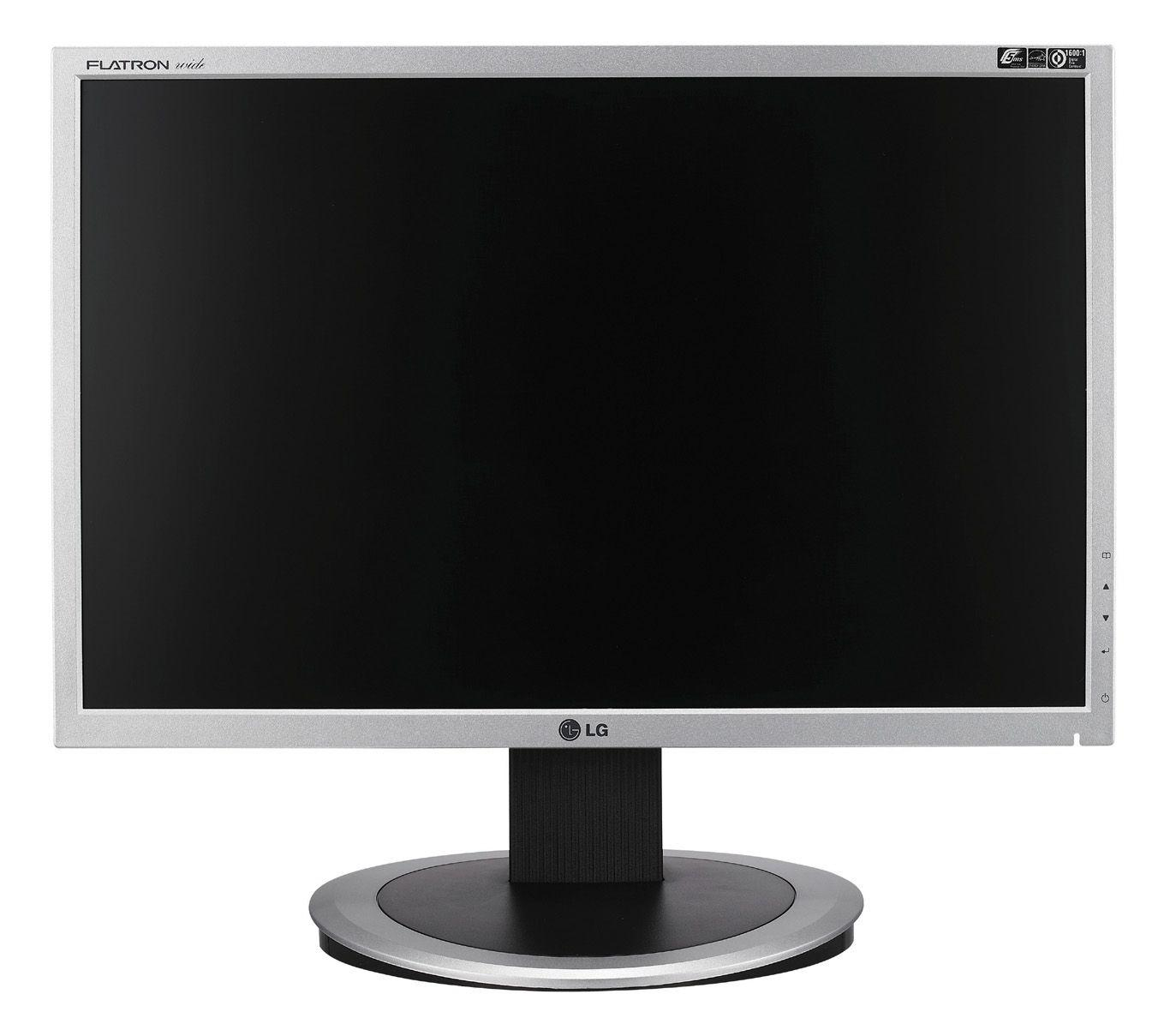
19-дюймовый ЖК-монитор LG с соотношением сторон 16:10

16:10 (1.6:1), также известное как 8:5 — соотношение сторон, обычно используемое для компьютерных дисплеев и планшетных компьютеров. Он равен 8/5, близко к золотому сечению ({\displaystyle \varphi }), который составляет примерно 1,618. Приложения для редактирования видео обычно предназначены для редактирования контента 16:9 с интерфейсом редактирования, занимающего нижнюю десятую часть дисплея, что позволяет редактировать с помощью одного дисплея с видео, занимающего всю ширину.

## История

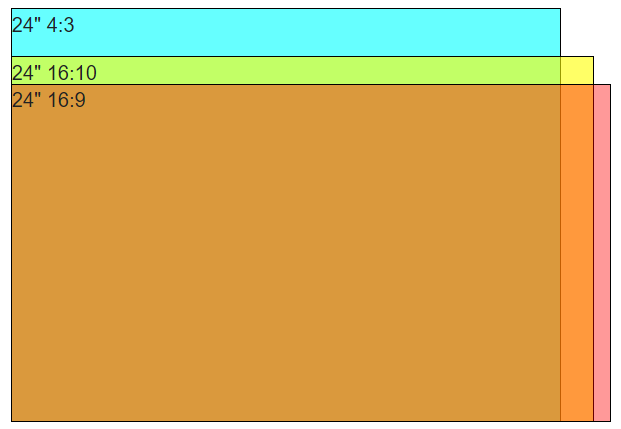
Сравнение соотношений сторон. 16:9 стало стандартом HD-видео.

ЖК-компьютерные дисплеи с соотношением 16:10 впервые появились на массовом рынке в 2001 году. К 2008 году соотношение сторон 16:10 стало наиболее распространённым соотношением сторон для ЖК-мониторов и дисплеев ноутбука. Однако после 2010 года основным стандартом стало соотношение 16:9. Этот сдвиг был обусловлен более низкими производственными затратами и соотношением сторон 16:9, используемым в качестве стандарта в современных телевизорах.

### Рост популярности с 2001 года
Примерно до 2001 года большинство компьютерных мониторов имели соотношение сторон 4:3, а некоторые использовали соотношение 5:4. В период с 2001 по 2006 год мониторы с соотношением сторон 16:10 стали широко доступны, сначала на ноутбуках, а затем на мониторах. Такие дисплеи считались более подходящими для обработки текстов и компьютерного проектирования.
С 2005 по 2008 год 16:10 обогнало 4:3 в качестве самого продаваемого соотношения сторон для ЖК-мониторов. В то время 16:10 составляло 90% рынка ноутбуков и было наиболее часто используемым соотношением сторон для ноутбуков. Тем не менее, 16:10 имело короткое господство в качестве наиболее распространённого соотношения сторон.

### Снижение популярности с 2008 года
Примерно в 2008–2010 годах производители компьютерных дисплеев начали быстрый переход к соотношению сторон 16:9. К 2011 году 16:10 почти исчезло из продукции массового рынка. По данным Net Applications, к октябрю 2012 года доля дисплеев 16:10 снизилась до менее чем 23%.
Основной причиной этого шага считалась эффективность производства: поскольку панели дисплея для телевизоров используют соотношение сторон 16:9, для производителей дисплеев стало более эффективно производить компьютерные дисплеи в таком же соотношении сторон. В отчёте DisplaySearch за 2008 год также был указан ряд других причин, включая возможность для производителей ПК и мониторов расширить ассортимент своей продукции, предлагая продукты с более широкими экранами и более высоким разрешением. Это помогло потребителям легче внедрять такие продукты, «стимулируя рост рынка ноутбуков и ЖК-мониторов».
Переход с 16:10 на 16:9 был встречен неоднозначным откликом. Более низкая стоимость компьютерных дисплеев 16:9 была воспринята как положительный результат, наряду с их пригодностью для игр и фильмов, а также удобством одинакового соотношения сторон в разных устройствах. Но была критика отсутствия вертикальной экранной недвижимости по сравнению с дисплеями 16:10 с той же диагональю экрана. По этой причине некоторые считают, что дисплеи 16:9 менее подходят для задач, ориентированных на производительность, таких как редактирование документов или электронных таблиц, а также использование проектных или инженерных приложений, которые в основном предназначены для более высоких, а не для более широких экранов.

### Возрождение с 2020 года
На протяжении 2010-х годов практически все потребительские мониторы и ноутбуки не использовали соотношение 16:10, за исключением основных OEM-производителей ноутбуков Apple (которая продолжала использовать 16:10 в своей линейке MacBook) и Microsoft (которая приняла ещё более высокое соотношение 3:2 для своих продуктов Surface). В конце 2019 года Dell выпустила обновлённую конвертируемую модель своего популярного ноутбука XPS 13, который перешёл от соотношения сторон 16:9 на 16:10, придумывая новую панель дисплея, разработанную совместно с Sharp Corporation. Dell также внесла изменения в своё стандартное предложение ноутбуков XPS 13 в 2020 году.
XPS 13 повлиял на ряд других OEM-производителей, которые начали предлагать портативные компьютеры в соотношении 16:10 (или 3:2), включая Acer Swift 3, LG Gram, Asus ProArt Studiobook, 16-дюймовый Spectre x360, и даже игровые компьютеры. К 2024 году большая часть компьютерной промышленности снова использовала дисплеи с соотношением 16:10. В конце 2021 года MacBook от Apple изменился на немного более высокие коэффициенты 1,54:1 (16:10.4) и 1,55:1 (16:10.3) для 14-дюймовых и 16-дюймовых моделей соответственно.

## На планшетах
Планшеты начали пользоваться популярностью в конце 2010/начале 2011 года и остаются популярными по сей день. Соотношение сторон для планшетов обычно бывает 16:10, 16:9 и 4:3. Планшеты вызвали сдвиг в производстве от чисто соотношения сторон 16:9 и возрождение соотношений сторон «продуктивности» (включая 16:10 и 4:3) вместо соотношения сторон «медиа» (16:9 и ультраширокоэкранные форматы). Формат остаётся широко популярным в индустрии телевидения и смартфонов, где он более подходит.
Многие планшеты Android имеют соотношение сторон 16:10, потому что соотношение сторон 16:10 подходит для чтения книг, а многие статьи имеют соотношение сторон, близкое к 16:10 (например, в статьях ISO 216 используется соотношение сторон 1:1.414). iPad от Apple использует соотношение сторон 4:3 по тем же причинам. Оба формата значительно приближаются к имитации соотношения сторон бумаги формата А4 (210 мм × 297 мм или 8,27 ″ × 11,69 ″), чем 16:9.

## Общие разрешения
| Стандарт | Ширина | Высота |
| -------- | ------ | ------ |
| WXGA     | 1280   | 800    |
| WXGA+    | 1440   | 900    |
| WSXGA+   | 1680   | 1050   |
| WUXGA    | 1920   | 1200   |
| WQXGA    | 2560   | 1600   |
| WQUXGA   | 3840   | 2400   |